# Silversun Pickups
Silversun Pickups est un groupe américain de rock indépendant originaire de Los Angeles, en Californie (États-Unis).
Il se compose de : Brian Aubert (guitare, chant), Nikki Monninger (basse, chant), Christopher Guanlao (batterie), et de Joe Lester (clavier).
Le son du groupe dans leurs deux premiers albums, Carnavas et Swoon, englobe souvent plusieurs overdubs de guitares distordues, et il est souvent comparé à celui de Smashing Pumpkins. Les derniers albums, Neck of the Woods et Better Nature, ont en grande partie abandonné cet aspect de la musique pour se concentrer sur l’incorporation d’éléments électroniques.

## Historique
Brian Aubert naît le 12 juin 1976 à Topanga. Il grandit à Topanga Canyon, une banlieue dans la vallée de San Fernando et déménage en 2000 à Silver Lake, où il joue de la basse dans le groupe d'un ami. En 1994, il rencontre la bassiste Nikki Monninger (née le 25 juillet 1974) lors d'un vol de Los Angeles à Londres, alors qu'ils se rendent tous les deux à Cambridge dans le cadre d'un échange scolaire. L'attention de Brian Aubert est particulièrement attirée lorsqu'il voit Nikki Monninger voler des bouteilles d'alcools à l'hôtesse de l'air. Lassé de son ancien groupe, Brian Aubert forme son propre groupe avec Monninger en 2002. Ils le nomment Silversun Pickups, inspirés par le nom du magasin de spiritueux le plus proche, «Silversun». Le groupe est d'abord composé de deux couples : il comprend la petite amie de Brian Aubert, la batteuse Elvira Gonzales ainsi que le compagnon de Nikki Monninger, le guitariste Jack Kennedy. Après que les couples se séparent, ce sont Joe Lester (né un 25 juin) et Christopher Guanlao (né le 25 mai 1975) qui complètent le quatuor en 2003.
Le groupe commence par jouer dans des clubs de Los Angeles, en particulier le Silverlake Lounge. En 2005 il sort Pikul, un EP comprenant 23 morceaux, dont 16 pistes silencieuses de 45 secondes, servant à séparer les 6 premiers morceaux d'une "piste cachée" située en 23e position. 
Le 25 juillet 2006, le groupe publie son premier album complet Carnavas. Quatre simples sont extraits de cet album. Deux d'entre eux, Lazy Eye et Well Thought Out Twinkles, entrent dans le Top 10 du classement de Modern Rock du Billboard en 2007. Lazy Eye figure également dans les jeux vidéos Rock Band 2 et Guitar Hero World Tour. Le groupe tourne en première partie de Wolfmother en décembre 2006, et tourne ensuite avec OK Go et Snow Patrol en 2007. Ils participent au festival de Coachella à Indio en Californie. Ils tournent ensuite au Royaume-Uni et en Irlande, faisant occasionnellement les premières parties de Foo Fighters et Kaiser Chiefs.
Carnavas a culminé à la 80ème place au Billboard 200 et a été vendu en tout à 435.000 exemplaires 
Le deuxième album du groupe Swoon comprend 10 morceaux et dévoile des ambiances plus contrastées. Il paraît le 14 avril 2009 et se classe tout de suite en 7e position, se vendant à 43 000 exemplaires la première semaine. Il s'est écoulé en tout à 285.000 exemplaires.
Le 8 mai 2012, le groupe sort son troisième album Neck of the Woods. Il se classe très rapidement en première place du classement des albums sur iTunes.  
Pendant leur tournée de 2012, Nikki Monninger, accouche de jumelles, et est remplacée temporairement par la chanteuse et guitariste Sarah Negahdari (The Happy Hollows).
En 2014, le groupe sort une compilation The Singles Collection, comprenant 10 chansons déjà publiées ainsi qu'un nouveau simple, Cannibal.
L'album Better Nature est publié le 25 septembre 2015.
Le 11 avril 2019, le groupe publie le clip de It Doesn't Matter Why, premier extrait de leur cinquième album à venir. L'album, Widow's Weeds paraît le 7 juin 2019.

## Utilisation dans les médias
La chanson Lazy Eye est l'une des chansons jouables du jeu vidéo Rock Band 2 et Guitar Hero World Tour. La chanson Panic Switch est utilisée dans la bande annonce du film Sucker Punch de Zack Snyder et jouable dans le jeu vidéo Rocksmith. La chanson "There's No Secrets This Year" est jouable dans le jeu Guitar Hero 6. La chanson Rusted wheel est utilisée dans la bande annonce du film Puncture de Michael Dunn ainsi que dans un épisode de la dernière saison de Newport Beach. La chanson Skin Graph est utilisée dans les dernières scène du dernière épisode de la saison 1 de The Secret Circle. La chanson Sort of est entendu dans le début du premier épisode de la série Vampire Diaries. La chanson Ribbons and Detours est utilisée dans le cinquième épisode de la saison 3 de Revenge. La chanson Cannibal est également utilisée dans le jeu Asphalt 8: Airborne. La chanson Growing old is getting old conclut la web-série Vidéo Game High School.